# PIH1D3
PIH1D3 (англ. PIH1 domain containing 3) – білок, який кодується однойменним геном, розташованим у людей на довгому плечі X-хромосоми. Довжина поліпептидного ланцюга білка становить 214 амінокислот, а молекулярна маса — 24 069.
| 10         |  | 20         |  | 30         |  | 40         |  | 50         |
| ---------- |  | ---------- |  | ---------- |  | ---------- |  | ---------- |
| MESENMDSEN |  | MKTENMESQN |  | VDFESVSSVT |  | ALEALSKLLN |  | PEEEDDSDYG |
| QTNGLSTIGA |  | MGPGNIGPPQ |  | IEELKVIPET |  | SEENNEDIWN |  | SEEIPEGAEY |
| DDMWDVREIP |  | EYEIIFRQQV |  | GTEDIFLGLS |  | KKDSSTGCCS |  | ELVAKIKLPN |
| TNPSDIQIDI |  | QETILDLRTP |  | QKKLLITLPE |  | LVECTSAKAF |  | YIPETETLEI |
| TMTMKRELDI |  | ANFF       |  |            |  |            |  |            |

A: Аланін

C: Цистеїн

D: Аспарагінова кислота

E: Глутамінова кислота

F: Фенілаланін

G: Гліцин

I: Ізолейцин

K: Лізин

L: Лейцин

M: Метіонін

N: Аспарагін

P: Пролін

Q: Глутамін

R: Аргінін

S: Серин

T: Треонін

V: Валін

W: Триптофан

Локалізований у цитоплазмі.